# Pico Phelps
El Pico Phelps, también conocido en la cartografía brasileña como Pico 31 de Marzo (en portugués: Pico 31 de Março), se encuentra situado en la frontera del estado venezolano de Amazonas con el estado brasileño homónimo de Amazonas. Es el pico más alto del estado venezolano de Amazonas, posee 2992 metros sobre el nivel del mar y es el segundo pico más alto del Cerro de La Neblina. Es parte de un sistema gemelo en el macizo del Pico de la Neblina, este último es la cumbre más alta de Brasil y situado completamente en territorio brasileño estando ambas cumbres a tan sólo 687 m de distancia. El Pico Phelps puede por lo tanto ser considerado como una cumbre secundaria del Pico da Neblina, marcando la frontera entre Brasil y Venezuela.
Bautizado así en honor del ornitólogo venezolano William Phelps, se encuentra situado en un área protegida por los parques nacionales "Serranía La Neblina" (lado venezolano) y "Pico da Neblina" (lado brasileño). Es por lo general usado en las expediciones principalmente con el objetivo de llegar a la cima del otro pico más alto. El Pico Phelps está vinculado al Pico da Neblina por una columna que puede ser fácilmente atravesada en una corta caminata de aproximadamente una hora.